# Ernst August von Hammerstein

Ernst August von Hammerstein

Ernst August Freiherr von Hammerstein (* 17. August 1839 in Hildesheim; † 16. Februar 1902 in Thaers Garten) war Offizier und Mitglied des Deutschen Reichstags.

## Herkunft
Seine Eltern waren der Geheimrat Karl Hans Wilhelm Ernst vom Hammerstein (* 1. August 1782; † 29. Januar 1867) aus dem Adelsgeschlecht Hammerstein und dessen zweite Ehefrau Adelheid von Oldershausen (* 20. März 1805; † 27. Dezember 1886). Der Generalleutnant Hans Georg von Hammerstein-Equord (1771–1841) war sein Onkel.

## Leben
Hammerstein besuchte das Gymnasium in Hildesheim, das Königlich Hannoversche Kadettenkorps, die Universität Göttingen und die Forstakademie Mariabrunn in Österreich. 1857 wurde er Leutnant im Hannoverschen 3. Infanterie-Regiment und 1858 Premierleutnant. Während des Krieges gegen Preußen nahm Hammerstein als Offizier der hannoverschen Armee 1866 an der Schlacht bei Langensalza teil, war bis 1871 im persönlichen Dienst des Königs Georg V. und dann Privatmann.
Ab 1898 war er Mitglied des Deutschen Reichstags für den Wahlkreis (Gifhorn, Celle, Peine, Burgdorf) und die Deutsch-Hannoversche Partei. Das Mandat endete mit seinem Tode.

## Familie
Er heiratete am 18. Januar 1871 Adele Göhring (* 19. Mai 1851; † 14. Mai 1891). Das Paar hatte mehrere Kinder:
- Karl Oskar William (* 22. Januar 1873; † 20. Oktober 1953). Ingenieur

⚭ 1907 Freiin Hilda von dem Bussche-Lohe (* 27. Januar 1873; † 24. Juni 1914)
⚭ Helene von Freeden (* 4. August 1882; † 23. April 1969)
- Hans Rudolf (* 1. März 1874; † 4. September 1960), Kaufmann ⚭ 1900 Helene Emilie Elisabeth Betty Sophie Schilling (* 21. August 1878; † 4. Februar 1960)

Nach dem Tod seiner ersten Frau heiratete er am 15. September 1896 Melanie Göhring (* 10. Oktober 1854).